# Don Juan Tenorio
Don Juan Tenorio ist ein Drama von José Zorrilla y Moral. Das Stück wurde am 28. März 1844 im Madrider Teatro de la Cruz uraufgeführt. Zorrilla selbst behauptet, er habe das Stück in nur zwanzig Tagen geschrieben.
Als wichtigste Quelle bei der Abfassung diente Zorrilla der Don-Juan-Mythos von Tirso de Molina aus dessen Stück El burlador de Sevilla y convidado de piedra.
Entsprechend spielt Don Juan Tenorio als historisches Drama im 16. Jahrhundert.

## Form
Das Stück besteht aus zwei Teilen (primera parte y segunda parte) zu je vier bzw. drei Akten. Zwischen beiden Teilen klafft eine zeitliche Differenz von fünf Jahren. Dennoch wird die aristotelisch gebotene Einheit der Zeit gewahrt, da jeder Teil für sich in jeweils einer Nacht spielt.

## Grundelemente der Don Juan Legende
Die von Tirso de Molina im Burlador verwendeten Grundelemente dienen auch Zorrilla: Unwiderstehlichkeit und Rücksichtslosigkeit des Frauenverführers bzw. Frauenentehrers, seine Respektlosigkeit – Don Juan interessieren weder Normen noch gesellschaftliche Tabus – und die Bestrafung durch den steinernen Gast, den er selbst eingeladen hat.

## Inhalt

### Erster Teil

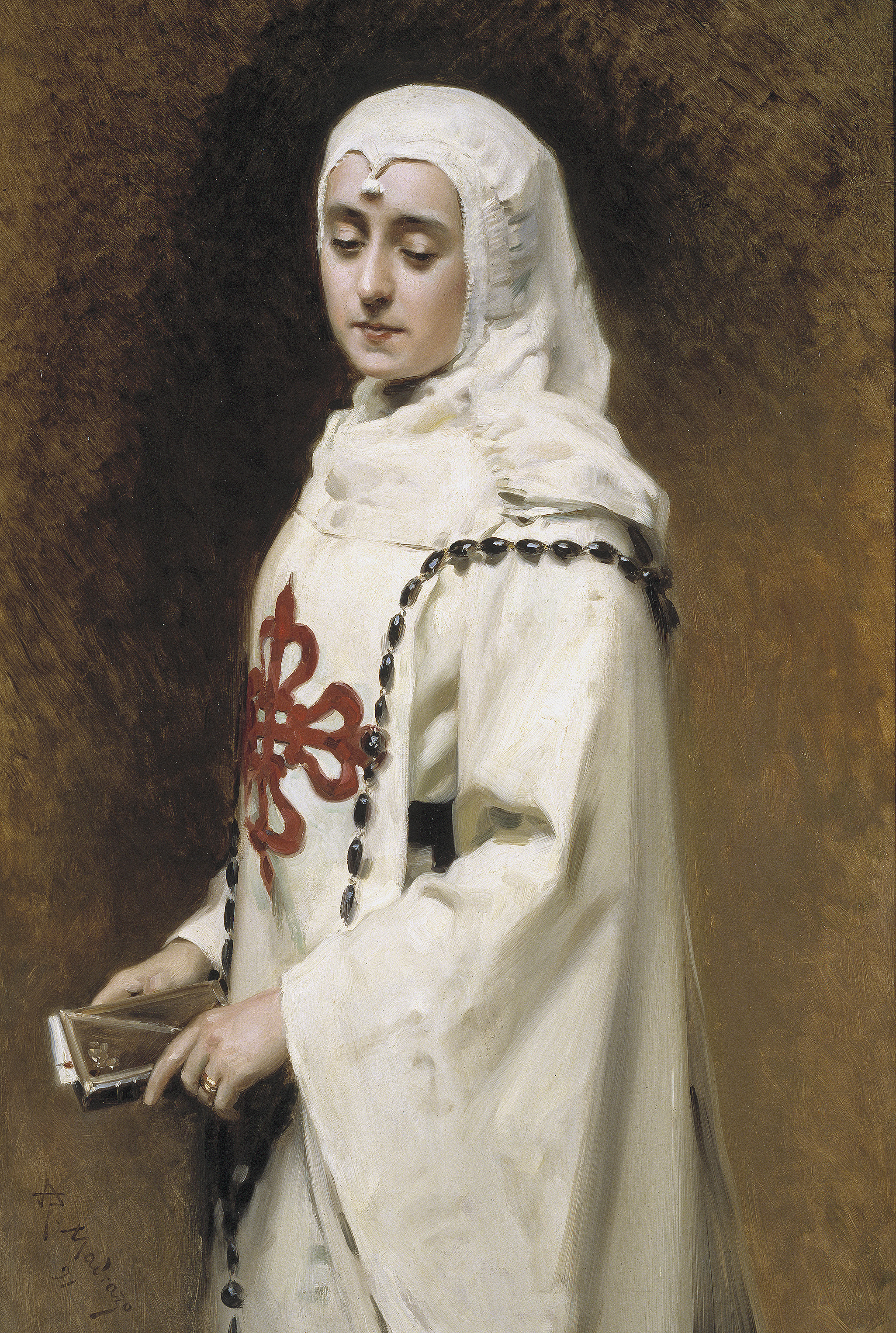
María Guerrero in der Rolle der Doña Inés, die gerade einen Liebesbrief von Don Juan in ihrem Gebetbuch gefunden hat, nachdem sie ins Kloster eingetreten ist.

Die Handlung des Stückes ist stark gerafft. Don Juan und sein sowohl Freund als auch Rivale Don Luis (dieser ist erstmals von Zorilla konzipiert) treffen sich, um festzustellen, wer von beiden binnen der vergangenen zwölf Monate mehr Schandtaten begangen hat: Wer hat mehr Frauen verführt, wer mehr Heiligem gelästert, wer mehr Menschen getötet (dabei handelt es sich um eine kurze Zusammenfassung der Handlung des Burlador de Sevilla). Don Juan trägt bei dieser Abrechnung einen deutlichen Sieg davon, insbesondere aufgrund seiner Schnelligkeit und Skrupellosigkeit. Frauen stellen für Don Juan Mittel zum Zweck des Prestigegewinnes dar, Objekte also, die er nach Eroberung sofort wieder vergisst und durch ein anderes ersetzt. Auf der Liste der eroberten Frauen des Übeltäters fehlt, wie Luis feststellt, jedoch noch eine Novizin.
Don Juan nimmt die Herausforderung an und wettet, binnen einer Nacht Doña Inés aus dem Kloster zu entführen. Mehr noch: auch Luis Verlobte Ana soll ihm zum Opfer fallen. Diese neue Wette findet in aller Öffentlichkeit statt (eine Bühne auf der Bühne) und auch der Vater von Don Juan (Don Diego) und der Vater von Doña Inés (der Comendador Don Gonzalo) sind zugegen. Die Väter bringen ihre Abscheu über das Verhalten Don Juans zum Ausdruck, womit sie repräsentativ für die ältere Generation stehen, während hingegen das jüngere Publikum in Don Juan einen Star sieht und von seiner Verwegenheit beeindruckt ist. Auch ist es die unterdrückte Sexualität der Novizin (Doña Inés) selbst, die Don Juan fasziniert. Doña Inés wartet, eingesperrt hinter Klostergittern, auf Don Juan wie auf einen Erlöser. Hier zeigt sich die Ambivalenz des Stückes: Don Juan ist nicht ausschließlich nur Bösewicht, sondern auch Befreier – nämlich der Frauen von ihrem gesellschaftlichen Schicksal.
Der letzte Akt des ersten Teils spielt in Don Juans Landhaus. Inés erliegt endgültig dem Charme des Verführers, während sich Don Juan – entgegen dem Burlador – wirklich in Inés verliebt. Don Juan kommt sogar zur Vernunft und ist alsdann bereit, sich vor ihrem Vater zu demütigen. Don Gonzalo legt diese Absicht jedoch als Feigheit Don Juans aus und es kommt zum Duell, bei dem nicht nur Don Gonzalo, sondern auch Don Luis umkommen. Don Juan, zurück in seinem alten Verhaltensmuster, klagt, dass er alles getan habe, um ein anderer zu werden. Wenn der Himmel ihm nicht beistehen wolle, sei es umso schlimmer für diesen, nicht für ihn.

### Zweiter Teil
Funktion des zweiten Teils ist es, einen Kompromiss mit den Mächten der Tradition, insbesondere der Religion zu finden und ein versöhnliches Ende herbeizuführen.
Don Juan kehrt nach fünf Jahren der Verbannung heim. Auf dem Friedhof, als romantischem Element im Stück, trifft er auf seine alten Widersacher, von denen ein jeder als Grabstatue vertreten ist. Auch Don Juan Tenorio hat eine Statue. Diese hat Kennzeichen von Luzifer. Doña Inés erscheint als Schatten und verkündet Don Juan, dass sie ihre Seele für die seine gegeben hat (Doña Inés ist vor Kummer über Don Juans Verschwinden im Kloster gestorben). Sie ist der Überzeugung, die Seele Don Juans retten zu können. Anschließend erscheint die Statue Don Gonzalos und wie es der Mythos verlangt, lädt Don Juan ihn zum Essen ein. Als dieser bei Don Juan zum Gastmahl erscheint und ihn in die Hölle reißen will, bekennt Don Juan Tenorio – anders als der Burlador – Reue und bittet um die Gnade Gottes. Gerade noch rechtzeitig – im Angesicht des Todes – bekennt sich Don Juan und wird gerettet. Doña Inés erscheint und beide vereinen sich im Jenseits. Man kann daher von einem religiösen Happy End des Stückes sprechen.

## Rezeption
Zorrillas Don Juan Tenorio wird aufgrund der Thematik seines zweiten Teils im heutigen Spanien traditionell zum katholischen Feiertag Allerseelen aufgeführt.

## Einzelbelege
1. ↑  Museo Nacional del Prado
2. ↑  Hans Mattausch: Die Geschicke von 'Don Juan Tenorio' in Barcelona: Skizze einer ignorierten Rezeption. In: ZIK. 18, 2005, S. 171–196, hier S. 171.